# كايل بيركهارت
كايل بيركهارت (بالإنجليزية: Kyle Burkhart)‏ هو لاعب كرة قدم أمريكية أمريكي، ولد في 18 سبتمبر 1986 في كنسلي في الولايات المتحدة.